# John Joseph Woods
John Joseph Woods (1849 – 1934) è stato un insegnante e compositore neozelandese.
Divenne noto principalmente per aver vinto un concorso per musicare God Defend New Zealand da un poema di Thomas Bracken. Egli così compose la melodia che sarebbe successivamente diventata l'inno nazionale della Nuova Zelanda. Allo stesso tempo svolse la professione di insegnante nella città di Lawrence, sita nella regione neozelandese di Otago.
Woods fu inoltre un membro del Tuapeka County Council per 55 anni.